# 1864
Il 1864 (MDCCCLXIV in numeri romani) è un anno bisestile del XIX secolo.

## Eventi

### Per luogo

#### Americhe
- Il Brasile invade l'Uruguay a sostegno di Venancio Flores. Il Paraguay risponde attaccando il Brasile.
- Rinvenuti, anche in Africa, i primi resti fossili di Mesosaurus da parte del paleontologo francese Paul Gervais.
- 10 marzo – Inizio della Campagna del Red River, quando le truppe dell'Unione raggiungono Alexandria, nello stato di Louisiana.
- 5-7 maggio – Battaglia del Wilderness: Nonostante la netta inferiorità numerica, l'esercito confederato riuscì a bloccare temporaneamente l'avanzata degli unionisti.
- 8-21 maggio – Battaglia di Spotsylvania Court House: Nel cosiddetto "Bloody Angle" migliaia di soldati dell'Unione e della Confederazione muoiono.
- 12 giugno – Battaglia di Cold Harbor: Il generale nordista Ulysses S. Grant toglie le sue truppe dalle posizioni di Cold Harbor (Virginia) e marcia verso sud.
- 15 giugno
  - Guerra di secessione americana: inizia l'Assedio di Petersburg.
  - Viene fondato il Cimitero Nazionale di Arlington.
- 30 giugno – Abraham Lincoln concede la Yosemite Valley alla California per "uso pubblico, villeggiatura e svago".
- 18 luglio – Il presidente Lincoln proclama una chiamata all'arruolamento di 500.000 uomini da impiegare nella Guerra Civile Americana.
- 20 luglio – Battaglia di Peachtree Creek: Nei pressi di Atlanta, nello stato della Georgia (Stati Uniti d'America), le forze della Confederazione comandate dal generale John Bell Hood attaccano infruttuosamente le forze dell'Unione sotto il comando del generale William T. Sherman.
- 22 luglio – Battaglia di Atlanta: A Bald Hill, fuori Atlanta (Georgia), il generale confederato John Bell Hood guida un fallimentare attacco alle truppe unioniste del generale William T. Sherman.
- 30 luglio – Battaglia del cratere: Le forze dell'Unione cercano inutilmente di rompere le linee di trincee della Confederazione che difendevano Petersburg (Virginia), grazie alla detonazione di una immensa carica di esplosivo al di sotto di una di queste fortificazioni.
- 31 agosto – Le forze dell'Unione comandate dal generale William T. Sherman lanciano l'offensiva finale contro Atlanta, Georgia.
- 1º settembre – Il generale confederato Hood ordina l'evacuazione di Atlanta dopo quattro mesi dell'assedio posto dal generale Sherman.
- 2 settembre – Le forze dell'Unione, comandate da Sherman penetrano ad Atlanta un giorno dopo che i difensori confederati abbandonano la città.
- 31 ottobre – USA: Il Nevada diventa il 36º stato dell'Unione.
- 8 novembre – Abraham Lincoln viene rieletto presidente degli Stati Uniti d'America sconfiggendo George B. McClellan con una maggioranza schiacciante.
- 25 novembre – Un gruppo di infiltrati confederati, che si autodenominavano "Confederate Army of Manhattan" appiccano fuoco in circa 20 luoghi di New York, senza successo nel loro intento di ottenere il rogo della città.
- 29 novembre – Massacro di Sand Creek: Truppe della milizia del Colorado attaccano dei villaggi indiani massacrando donne e bambini.
- 30 novembre – Battaglia di Franklin – L'Armata del Tennessee guidata dal generale Hood, esegue una carica frontale di cavalleria (con un drammatico insuccesso, vista la potenza delle mitragliatrici unioniste) contro le posizioni nordiste attorno a Franklin, nello stato del Tennessee. (Hood perde sei generali e quasi un terzo delle sue truppe).
- 15-16 dicembre – Battaglia di Nashville: Le forze dell'Unione ottengono una vittoria decisiva sull'Armata Confederata del Tennessee.

#### Asia
- Le forze imperiali Qing attaccano Nanchino tenuta dai Taiping nell'ultima grande battaglia della guerra civile cinese dell'Ottocento.
- Ha luogo l'incidente Ikedaya fra la Shinsengumi (corpo speciale di polizia fedele ai Tokugawa) e i clan feudatarari Higo e Tosa.

#### Europa
- 1º febbraio – Inizia la Seconda guerra dello Schleswig, conflitto armato che vide contrapposti la Confederazione germanica (Prussia e Impero austriaco in particolare) e il Regno di Danimarca.
- 25 maggio – In Francia promulgata una legge che riconosce il diritto allo sciopero.
- 18 giugno – Termina l'Insurrezione di Gennaio (cominciata nel 1863), dei lavoratori della Polonia del Congresso. La rivolta viene definitivamente repressa dalla Russia zarista.
- 28 settembre – Karl Marx istituisce la prima Associazione Internazionale dei Lavoratori a Londra assieme a Friedrich Engels. Vi aderisce anche Giuseppe Mazzini.
- 30 ottobre – Trattato di Vienna: Termina la Seconda guerra dello Schleswig, che suggellò la netta vittoria tedesca. L'intero Schleswig-Holstein venne ceduto incondizionatamente ad Austria e Prussia.
- Francia – Programma del ministro Thiers delle "libertà necessarie" alla persona, della stampa e del parlamento.

##### Italia
- 15 settembre – Convenzione di settembre tra l'Italia e la Francia.
- 21-22 settembre – A Torino, a seguito di scontri tra cittadini e forze dell'ordine durante manifestazioni di piazza contro lo spostamento della capitale del Regno d'Italia a Firenze, si contano più di 50 morti e 130 feriti.
- 30 ottobre – Busto Arsizio viene insignita del titolo di città.
- 11 dicembre – Firenze diventa capitale d'Italia, dopo Torino.
- Guerra tra l'esercito sabaudo e i briganti.

#### Oceania
- 21 gennaio - 21 giugno – Nuova Zelanda: Inizio della "Tauranga Campaign" nel corso della guerra contro i Maori.

### Per argomento

#### Fisica
- James Clerk Maxwell pone le basi teoriche delle conoscenze moderne sull'elettromagnetismo e scopre le microonde.

#### Letteratura
- Jules Verne pubblica Viaggio al centro della Terra.
- Emilio Praga pubblica la raccolta di poesie Penombre.

#### Medicina e sanità
- Creazione della Croce Rossa a Ginevra.
- 22 agosto – Ratifica della prima convenzione di Ginevra per il miglioramento della sorte dei feriti in campagna.

#### Meteorologia
- 5 ottobre – Un ciclone uccide 70.000 persone a Calcutta in India.

#### Religione
- Pio IX emana "sillabo degli errori del nostro tempo" nel quale condanna il liberalismo e il laicismo.

#### Tecnologia
- 17 febbraio – Nel corso della guerra di secessione americana il piccolo sommergibile confederato "H.L. Hunley" riesce a colpire con siluri la nave unionista USS Housatonic, diventando così il primo sottomarino ad affondare una nave nemica. Il Hunley e la sua ciurma di 8 persone in seguito risulteranno dispersi.

#### Sport
- 25 agosto – Alpinismo: M. Beachroft, D. W. Freshfield, I.D. Walker, F. Devouassoud salgono per primi la Cima Presanella, che con 3.463 metri è la montagna più alta del Trentino.

Scienza
- Albert Günther dà il nome scientifico al mamba nero (Dendroaspis polylepis)

## Nati
Ci sono circa 630 voci su persone nate nel 1864; vedi la pagina Nati nel 1864 per un elenco descrittivo o la categoria Nati nel 1864 per un indice alfabetico.

## Morti
Ci sono circa 290 voci su persone morte nel 1864; vedi la pagina Morti nel 1864 per un elenco descrittivo o la categoria Morti nel 1864 per un indice alfabetico.

## Calendario
| Calendario 1864 | Calendario 1864 | Calendario 1864 | Calendario 1864 | Calendario 1864 | Calendario 1864 | Calendario 1864 | Calendario 1864 | Calendario 1864 | Calendario 1864 | Calendario 1864 | Calendario 1864 | Calendario 1864 | Calendario 1864 | Calendario 1864 | Calendario 1864 | Calendario 1864 | Calendario 1864 | Calendario 1864 | Calendario 1864 | Calendario 1864 | Calendario 1864 | Calendario 1864 | Calendario 1864 | Calendario 1864 | Calendario 1864 | Calendario 1864 | Calendario 1864 | Calendario 1864 | Calendario 1864 | Calendario 1864 | Calendario 1864 | Calendario 1864 |
| --------------- | --------------- | --------------- | --------------- | --------------- | --------------- | --------------- | --------------- | --------------- | --------------- | --------------- | --------------- | --------------- | --------------- | --------------- | --------------- | --------------- | --------------- | --------------- | --------------- | --------------- | --------------- | --------------- | --------------- | --------------- | --------------- | --------------- | --------------- | --------------- | --------------- | --------------- | --------------- | --------------- |
|                 | 1               | 2               | 3               | 4               | 5               | 6               | 7               | 8               | 9               | 10              | 11              | 12              | 13              | 14              | 15              | 16              | 17              | 18              | 19              | 20              | 21              | 22              | 23              | 24              | 25              | 26              | 27              | 28              | 29              | 30              | 31              |                 |
| Gennaio         | Ve              | Sa              | Do              | Lu              | Ma              | Me              | Gi              | Ve              | Sa              | Do              | Lu              | Ma              | Me              | Gi              | Ve              | Sa              | Do              | Lu              | Ma              | Me              | Gi              | Ve              | Sa              | Do              | Lu              | Ma              | Me              | Gi              | Ve              | Sa              | Do              |                 |
| Febbraio        | Lu              | Ma              | Me              | Gi              | Ve              | Sa              | Do              | Lu              | Ma              | Me              | Gi              | Ve              | Sa              | Do              | Lu              | Ma              | Me              | Gi              | Ve              | Sa              | Do              | Lu              | Ma              | Me              | Gi              | Ve              | Sa              | Do              | Lu              |                 |                 |                 |
| Marzo           | Ma              | Me              | Gi              | Ve              | Sa              | Do              | Lu              | Ma              | Me              | Gi              | Ve              | Sa              | Do              | Lu              | Ma              | Me              | Gi              | Ve              | Sa              | Do              | Lu              | Ma              | Me              | Gi              | Ve              | Sa              | Do              | Lu              | Ma              | Me              | Gi              |                 |
| Aprile          | Ve              | Sa              | Do              | Lu              | Ma              | Me              | Gi              | Ve              | Sa              | Do              | Lu              | Ma              | Me              | Gi              | Ve              | Sa              | Do              | Lu              | Ma              | Me              | Gi              | Ve              | Sa              | Do              | Lu              | Ma              | Me              | Gi              | Ve              | Sa              |                 |                 |
| Maggio          | Do              | Lu              | Ma              | Me              | Gi              | Ve              | Sa              | Do              | Lu              | Ma              | Me              | Gi              | Ve              | Sa              | Do              | Lu              | Ma              | Me              | Gi              | Ve              | Sa              | Do              | Lu              | Ma              | Me              | Gi              | Ve              | Sa              | Do              | Lu              | Ma              |                 |
| Giugno          | Me              | Gi              | Ve              | Sa              | Do              | Lu              | Ma              | Me              | Gi              | Ve              | Sa              | Do              | Lu              | Ma              | Me              | Gi              | Ve              | Sa              | Do              | Lu              | Ma              | Me              | Gi              | Ve              | Sa              | Do              | Lu              | Ma              | Me              | Gi              |                 |                 |
| Luglio          | Ve              | Sa              | Do              | Lu              | Ma              | Me              | Gi              | Ve              | Sa              | Do              | Lu              | Ma              | Me              | Gi              | Ve              | Sa              | Do              | Lu              | Ma              | Me              | Gi              | Ve              | Sa              | Do              | Lu              | Ma              | Me              | Gi              | Ve              | Sa              | Do              |                 |
| Agosto          | Lu              | Ma              | Me              | Gi              | Ve              | Sa              | Do              | Lu              | Ma              | Me              | Gi              | Ve              | Sa              | Do              | Lu              | Ma              | Me              | Gi              | Ve              | Sa              | Do              | Lu              | Ma              | Me              | Gi              | Ve              | Sa              | Do              | Lu              | Ma              | Me              |                 |
| Settembre       | Gi              | Ve              | Sa              | Do              | Lu              | Ma              | Me              | Gi              | Ve              | Sa              | Do              | Lu              | Ma              | Me              | Gi              | Ve              | Sa              | Do              | Lu              | Ma              | Me              | Gi              | Ve              | Sa              | Do              | Lu              | Ma              | Me              | Gi              | Ve              |                 |                 |
| Ottobre         | Sa              | Do              | Lu              | Ma              | Me              | Gi              | Ve              | Sa              | Do              | Lu              | Ma              | Me              | Gi              | Ve              | Sa              | Do              | Lu              | Ma              | Me              | Gi              | Ve              | Sa              | Do              | Lu              | Ma              | Me              | Gi              | Ve              | Sa              | Do              | Lu              |                 |
| Novembre        | Ma              | Me              | Gi              | Ve              | Sa              | Do              | Lu              | Ma              | Me              | Gi              | Ve              | Sa              | Do              | Lu              | Ma              | Me              | Gi              | Ve              | Sa              | Do              | Lu              | Ma              | Me              | Gi              | Ve              | Sa              | Do              | Lu              | Ma              | Me              |                 |                 |
| Dicembre        | Gi              | Ve              | Sa              | Do              | Lu              | Ma              | Me              | Gi              | Ve              | Sa              | Do              | Lu              | Ma              | Me              | Gi              | Ve              | Sa              | Do              | Lu              | Ma              | Me              | Gi              | Ve              | Sa              | Do              | Lu              | Ma              | Me              | Gi              | Ve              | Sa              |                 |